# Sinarcas (kommun)
Sinarcas är en kommun i Spanien.   Den ligger i provinsen Província de València och regionen Valencia, i den östra delen av landet, 230 km öster om huvudstaden Madrid. Antalet invånare är 1 174. Arean är 103 kvadratkilometer. Sinarcas gränsar till Camporrobles, Utiel, Benagéber, Tuéjar, Talayuelas och Aliaguilla. 
Terrängen i Sinarcas är kuperad åt nordost, men åt sydväst är den platt.